# Hawkwind

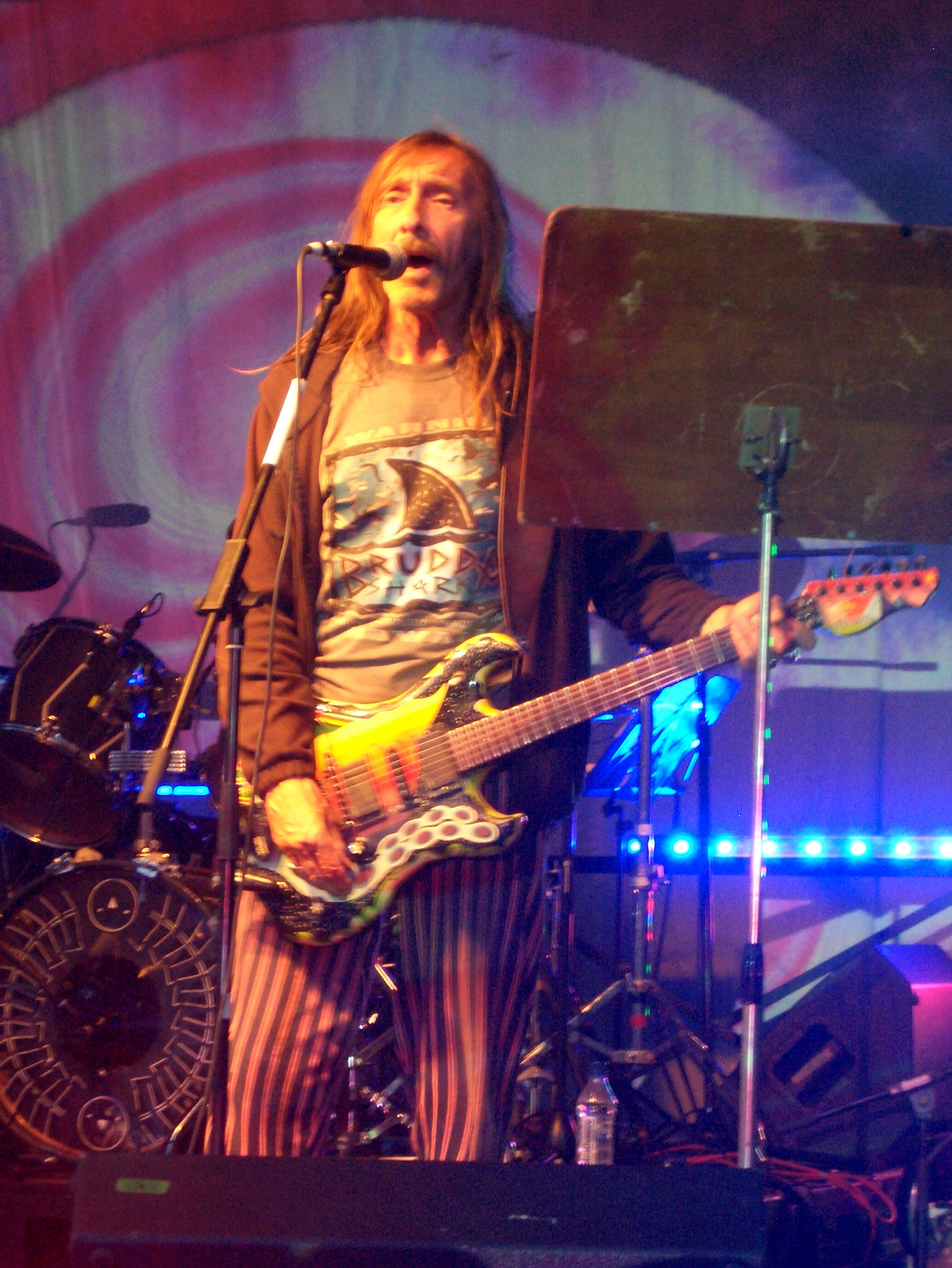
Dave Brock, enda kvarvarande originalmedlemmen i Hawkwind

Hawkwind är ett brittiskt rymdrock-band bildat 1969 som Hawkwind Zoo. I deras musik finns förutom rymdrock även inslag av psykedelisk musik och tidig hårdrock. Hawkwind har genom åren haft många olika sättningar och medlemmarna har kommit och gått. Sångaren, låtskrivaren och gitarristen Dave Brock är den ende gruppmedlemmen som varit med hela tiden. Bland annat var Lemmy Kilmister medlem i bandet innan han 1975 bildade Motörhead. 1972 fick bandet en mindre hit med "Silver Machine" som antagligen är deras mest kända låt.

## Diskografi
Studioalbum
- Hawkwind (1970)
- In Search of Space (1971)
- Doremi Fasol Latido (1972)
- Hall of the Mountain Grill (1974)
- Warrior on the Edge of Time (1975)
- Astounding Sounds, Amazing Music (1976)
- Quark Strangeness and Charm (1977)
- 25 Years On (1978) (som Hawklords)
- PXR 5 (1979)
- Levitation (1980)
- Sonic Attack (1981)
- Church of Hawkwind (1982)
- Choose Your Masques (1982)
- Zones (1983) (studioalbum/livealbum)
- This is Hawkwind - Do Not Panic (1984) (live)
- The Chronicle of the Black Sword (1985)
- The Xenon Codex (1988)
- Space Bandits (1990)
- Electric Tepee (1992)
- It is the Business of the Future to be Dangerous (1993)
- Alien 4 (1995)
- White Zone (1995) (som  Psychedelic Warriors)
- In Your Area (1997) (studioalbum/livealbum)
- Distant Horizons (1997)
- Spacebrock (2000) (soloalbum av Dave Brock)
- Take Me to Your Leader (2005)
- Take Me To Your Future (2005)
- Blood of the Earth (2010)
- Onward (2012)
- Stellar Variations (Som  Hawkwind Light Orchestra) (2012)
- The Machine Stops (2016)
- Into The Woods (2017)
- Road To Utopia (2018)
- All Aboard The Skylark (2019)
- Carnivorous (Som  Hawkwind Light Orchestra) (2020)
- Somnia (2021)
- The Future Never Waits (2023)
- Stories from Time and Space (2024)
- There Is No Space for Us (2025)

Livealbum
- Space Ritual (1973)
- Live Seventy Nine (1980)
- Live Chronicles (1986)
- Palace Springs (1991)
- The Business Trip (1994)
- Love in Space (1996)
- Yule Ritual (2001)
- Canterbury Fayre 2001 (2002)
- Knights of Space (2008)
- Space Ritual Live (2015)
- At The Roundhouse (2017)
- Acoustic Daze (2019)

Samlingsalbum
- Roadhawks (1976)
- Masters of the Universe (1977)
- Repeat Performance (1980)
- Angels of Death (1986)
- Spirit of the Age (1988)
- Stasis (The UA Years 1971 – 1975) (1990)
- Tales from Atom Henge (1992)
- Epocheclipse – 30 Year Anthology (1999)
- Epocheclipse – The Ultimate Best Of (1999)
- Masters of Rock (2002)
- The Collection (2006)
- Spirit of the Age (2008)
- The Dream Goes On (2008)
- Parallel Universe (2011)
- Spacehawks (2013)

EPs
- The Earth Ritual Preview (1984)
- Decide Your Future (1993)
- Quark, Strangeness and Charm (1994)
- Area S4 (1995)

Singlar (topp 100 på UK Singles Chart)
- "Silver Machine" / "Seven By Seven" (1972) (#3)
- "Urban Guerrilla" / "Brainbox Pollution" (1973) (#39)
- "Shot Down in the Night (Live)" / "Urban Guerrilla (Live)" (1980) (#59)